# Josep Lletget Torrents
Josep Lletget Torrents (Reus, segle xviii - segle XIX) era un adroguer català que va ser alcalde de Reus i més endavant president de l'Ateneo Libre de Barcelona. Era pare del metge i polític Tomàs Lletget Cailà.
Va ser nomenat alcalde i va prendre possessió del càrrec al gener de 1842, substituint Francesc Subirà Parera. D'ideologia liberal, havia pres part l'any 1838 com a membre de la Milícia nacional al Combat de Morell i Vilallonga, durant el seu mandat es va caracteritzar per les intervencions que va fer per la millora de la ciutat i de les comunicacions amb les poblacions veïnes. La seva primera actuació va ser dissenyar la prolongació de la Mina del Molí i la reparació de les conduccions d'aigua de les fonts públiques de la ciutat. Va reorganitzar l'ensenyament públic, fixant un sou pel mestre de matemàtiques, Bernat Torroja, que donava classes a la Sociedat Patriótica del Fomento de la Instrución que s'havia fundat el 1840, mentre no s'habilitessin nous locals per a l'ensenyament públic. Aprofitant la desamortització que havien dut a terme Mendizábal i Baldomero Espartero, va reorganitzar diversos serveis a la ciutat. L'antic convent de Carmelites, cremat a la bullanga de 1835, va ser convertit en hospital, que va prendre el nom d'Hospital de sant Joan. El convent de les monges carmelites es va transformar en quarter per la Milícia, i el conven de sant Francesc es va destinar a centre d'instrucció pública.
En matèria d'aigües, va autoritzar a la Empresa Hidrofórica que es va crear a inicis d'aquell any, a que obrís pous i mines "sense prejudici de les mines municipals" per abastir la creixent demanda d'aigua. La societat la formaven empresaris locals i el president n'era Gaietà Pàmies Juncosa, un advocat i polític que més endavant seria regidor a l'ajuntament. Va assignar també un pressupost per fer el projecte de remodelació del futur institut al convent de sant Francesc, iniciant unes primeres obres per poder obrir les escoles públiques d'instrucció primària i llatinitat. Va autoritzar, a petició dels comerciants de gra, l'obertura d'un mercat d'aquest gènere els dilluns a la plaça del Castell, sota la porxada. Va ordenar que es fessin reparacions a la carretera de Montblanc.
Cap a finals del seu mandat, que va durar un any, hi va haver una revolta a Barcelona que va portar al bombardeig de la ciutat per part del general Espartero, i Josep Lletget va treure una Disposició per combatre les possibles alteracions de l'ordre públic com a conseqüència, diu Andreu de Bofarull, de "las recientes ocurrencias de Barcelona". Quan Espartero va tornar cap a Madrid al més de desembre, la Milícia de Reus van anar a rendir-li honors, cosa que la premsa barcelonina va titllar de servilisme.